# Coronea (Tesalia)
Coronea (en griego antiguo: Κορώνεια) es el nombre de una ciudad griega antigua de Tesalia en el distrito de Ftiótide.
Las únicas fuentes antiguas que la mencionan son Estrabón, Claudio Ptolomeo y Esteban de Bizancio. No ha sido localizada. Se ha propuesto que, si donó dinero para la reconstrucción del Templo de Apolo en Delfos a finales del siglo IV a. C., existía ya con anterioridad a esa fecha y también al menos en época clásica, aunque de hecho no hay evidencias de que acuñara moneda hasta el año 308.
Fue una de las ciudades de las que se apoderó Filipo V de Macedonia, durante la guerra romano-siria, y de donde el Senado romano le obligó a retirar sus guarniciones.
Se ha sugerido que su emplazamiento era junto a la frontera tesalia, en las cercanías de Itone.